# Центральний проспект (Миколаїв)
Центральний проспект — головна магістраль Миколаєва.

## Історія

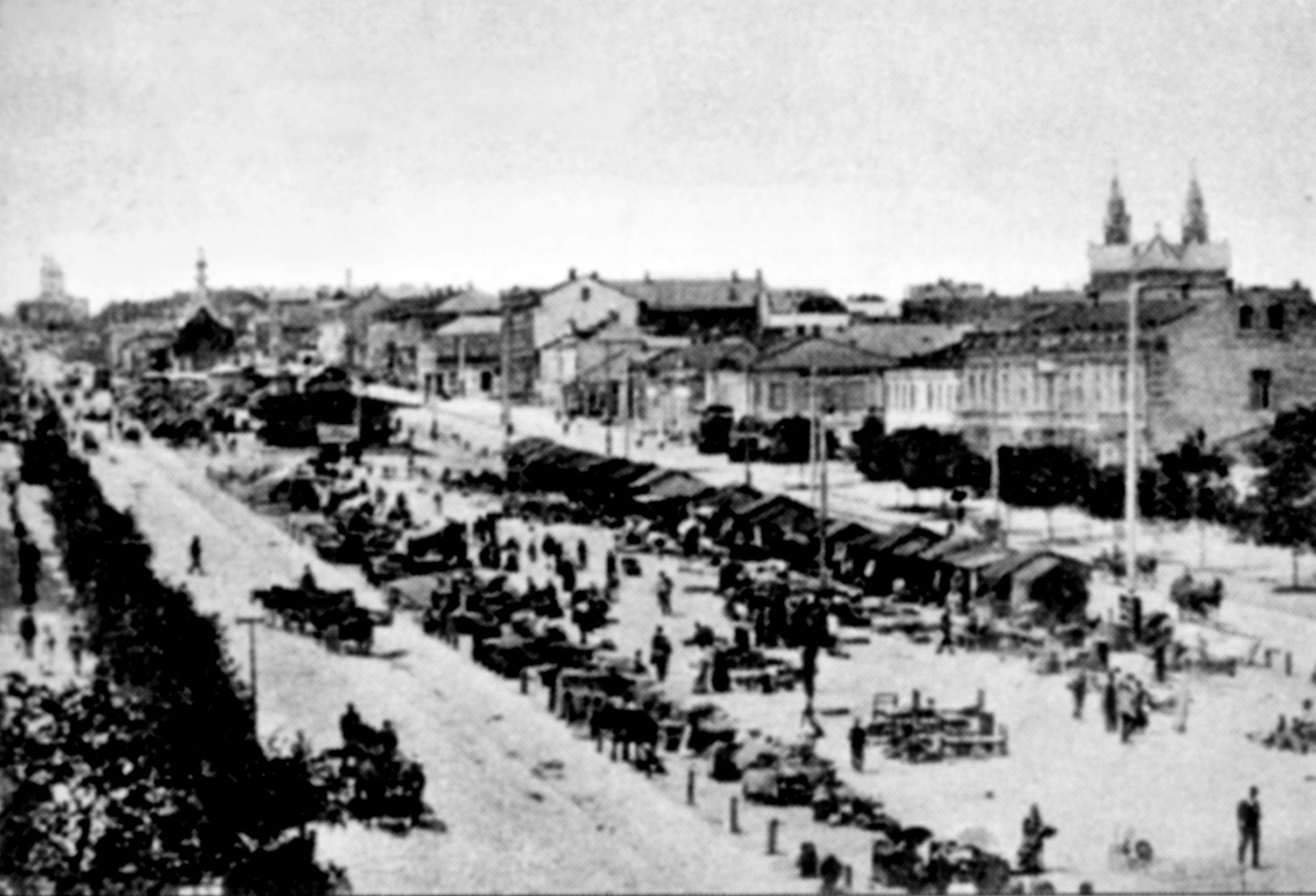
Вулиця Херсонська у 1900 р.

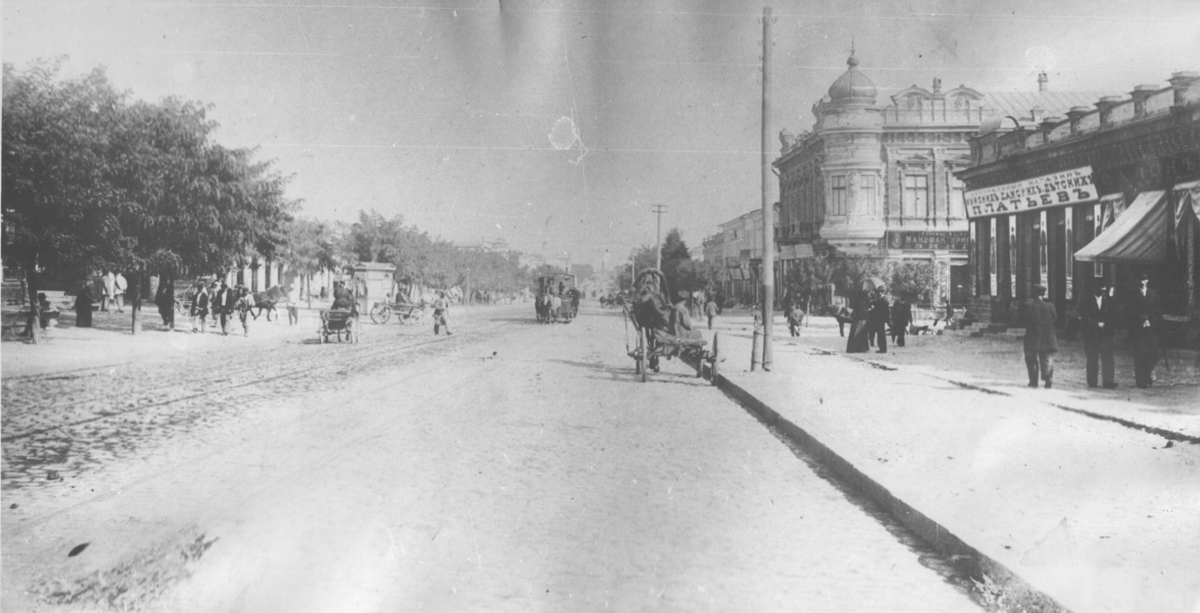
Вулиця Херсонська до Жовтневого перевороту

Вперше назва Херсонська була запропонована поліцмейстером Миколаєва Павлом Федоровим. Це було пов'язано з тим що, якщо проїхати нею прямо на схід, можна потрапити в сучасний сусідній обласний центр — місто Херсон. Однак тоді ця назва не була затверджена, а офіційно отримала її у 1835 році і носила до 1921 року.
Вулиця починалася від Спаського пагорба. У 30-ті роки XIX століття на цій вулиці розташовувався Воловий двір Морського відомства і залишки земляної фортеці, що існувала ще до заснування Миколаєва, відомою під назвою Старий редут. На початку Херсонської в 1869 році була зведена Симеон-Агріпінська церква (народна назва — Семенівська церква). В кінці століття на цій вулиці була побудована фабрика сільськогосподарських знарядь братів Донських — одне з перших великих капіталістичних підприємств в місті. Після встановлення радянської влади підприємство було націоналізоване і дістало назву «Плуг і молот», а згодом на його базі було створено унікальне підприємство — завод «Дормашина». Херсонська була забудована одноповерховими будинками, вимощена бруківкою. Із утворення Радянського Союзу вулицю перейменували в честь Дня солідарності трудящих — в Першотравневу. Після Другої світової Війни почалася реконструкція вулиці. На відзначення 90-річчя з дня народження Леніна у 1960 її перейменували на проспект Леніна. Сучасну назву вулиця дістала у 2016 році у зв'язку з декомунізацією.
Нині це найширша магістраль міста. Протяжність проспекту близько восьми кілометрів, він перетинає майже все місто із заходу на схід. Проспект забудований сучасними житловими квартали, проте на деяких ділянках ще й досі залишаються одноповерхові будиночки, як наприклад на парній стороні проспекту між вулицею 6-ю Слобідською та Богоявленським проспектом.

## Пам'ятки

Пам'ятник на честь співробітників міліції в Миколаєві, підірваний у 2022

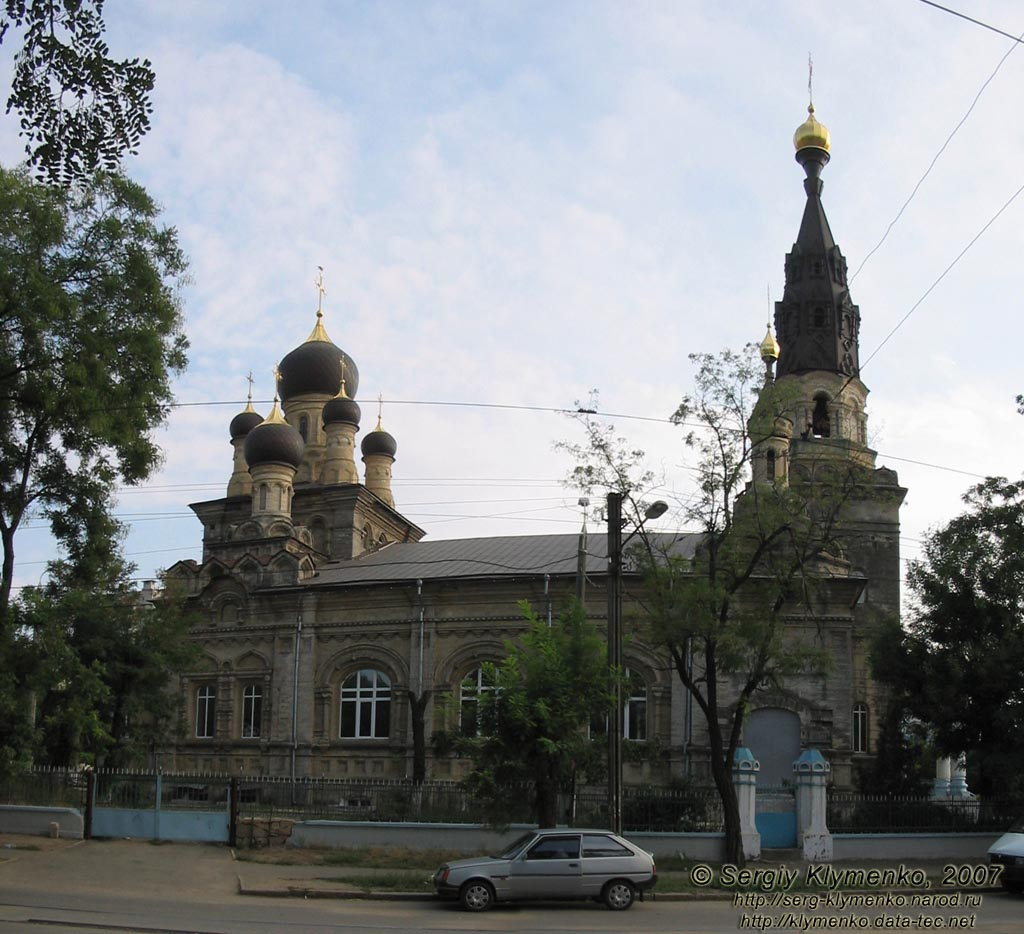
Кафедральний собор Касперівської ікони Божої матері

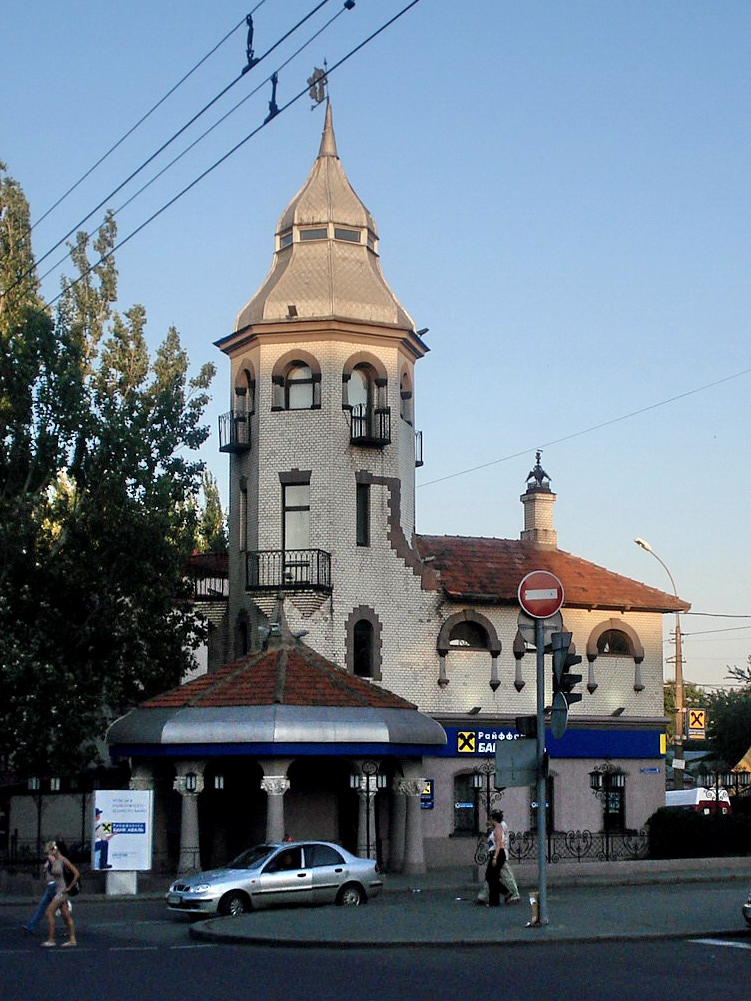
Будівля колишньої Першої трамвайної підстанції

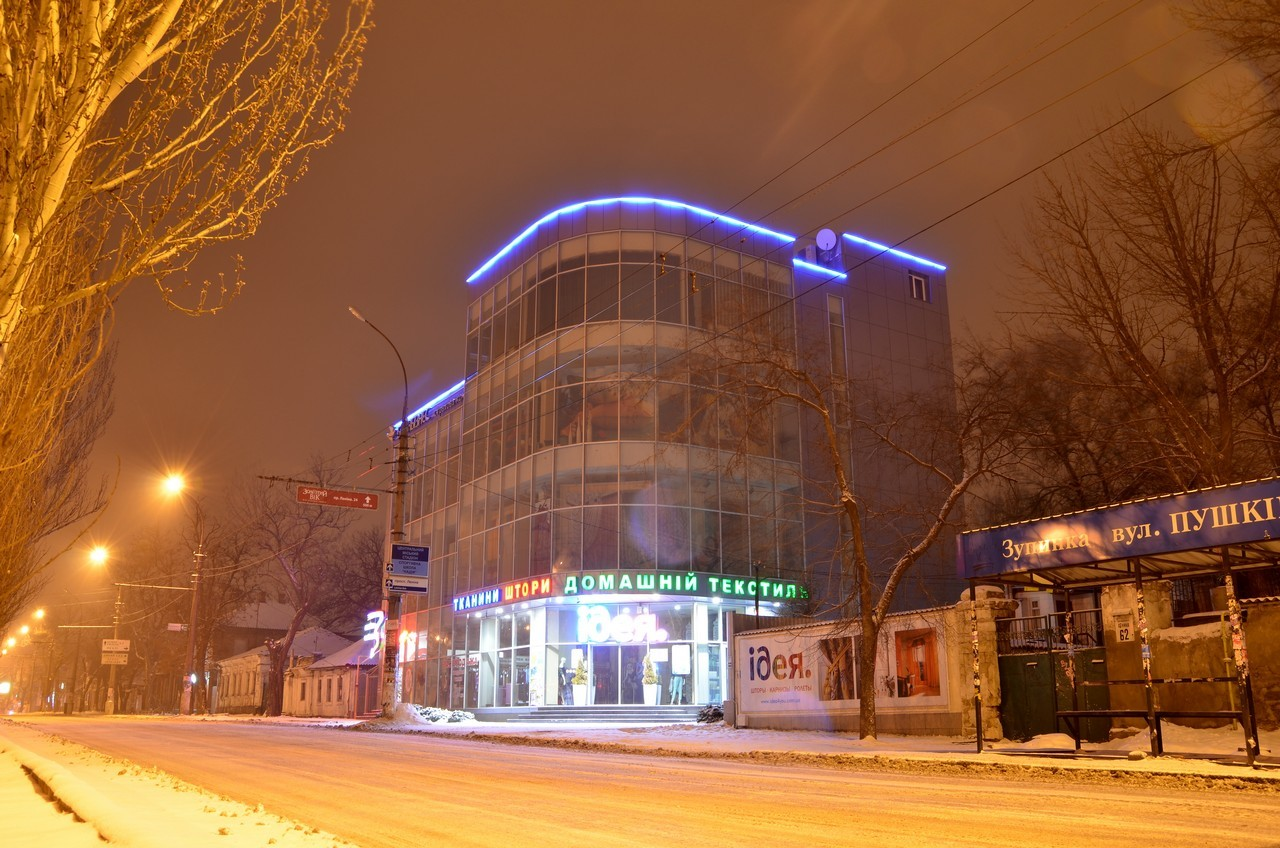
Центральний проспект взимку

Ряд пам'яток на Центральному проспекті нагадує про події Німецько-радянської війни 1941—1945 років. У 1967 році на перетині з вулицею Декабристів відкрито меморіальний комплекс воїнам-визволителям Миколаєва. До 35-річчя визволення міста від фашистських загарбників монумент реставрували. Багатометровий обеліск увінчаний зображенням ордена Вітчизняної війни. На двох стелах золотом сяють назви з'єднань і частин, яким присвоєно почесне найменування — Миколаївські.
28 березня 1976 на перетині Центрального проспекту з вулицею 6-ю Слобідською споруджено пам'ятник воїнам-танкістам. На постаменті встановлена бойова машина — танк Т-34, що увічнив подвиг танкістів 2-го гвардійського механізованого корпусу, який 28 березня 1944 року під командуванням генерал-лейтенанта К. В. Свиридова прорвав оборону ворога, і в районі Слобідських вулиць вийшли на південно-східну околицю Миколаєва. Номер танку «283» символізує дату визволення Миколаєва 28 березня 1944 року.
На перетині Центрального проспекту і вулиці Садової стояв пам'ятник працівникам міліції Миколаївської області, «які загинули в боях за Батьківщину і при виконанні службового обов'язку». На чотиригранному постаменті було встановлено фігуру юнака в будьонівці і довгополій шинелі, з мечем і щитом в руках, що мало символізувати вірність Батьківщині, обов'язку. Пам'ятник було підірвано невідомими у 2022 році.
Навпроти цього пам'ятника, з іншої сторони проспекту знаходиться Кафедральний собор Касперівської ікони Божої матері УПЦ КП.
На розі проспекту та вулиці Соборної стоїть будівля колишньої першої трамвайної підстанції, збудована у стилі модерн в 1914 р.
На кутовому будинку проспекту і вулиці Декабристів, 23а, — меморіальна дошка з написом: «В будинку, що стояв на цьому місці, у 1918 році працював підпільний більшовицький штаб, який підготував збройне повстання проти австро-німецьких окупантів».
Магістраль добре озеленена. Із зовнішнього боку її обрамляють ряди струнких тополь, дві смуги газонів, посередині прогулянкова алея, яка у перетині з поперечним вулицями прикрашена квітниками і розарієм.

## Будівлі

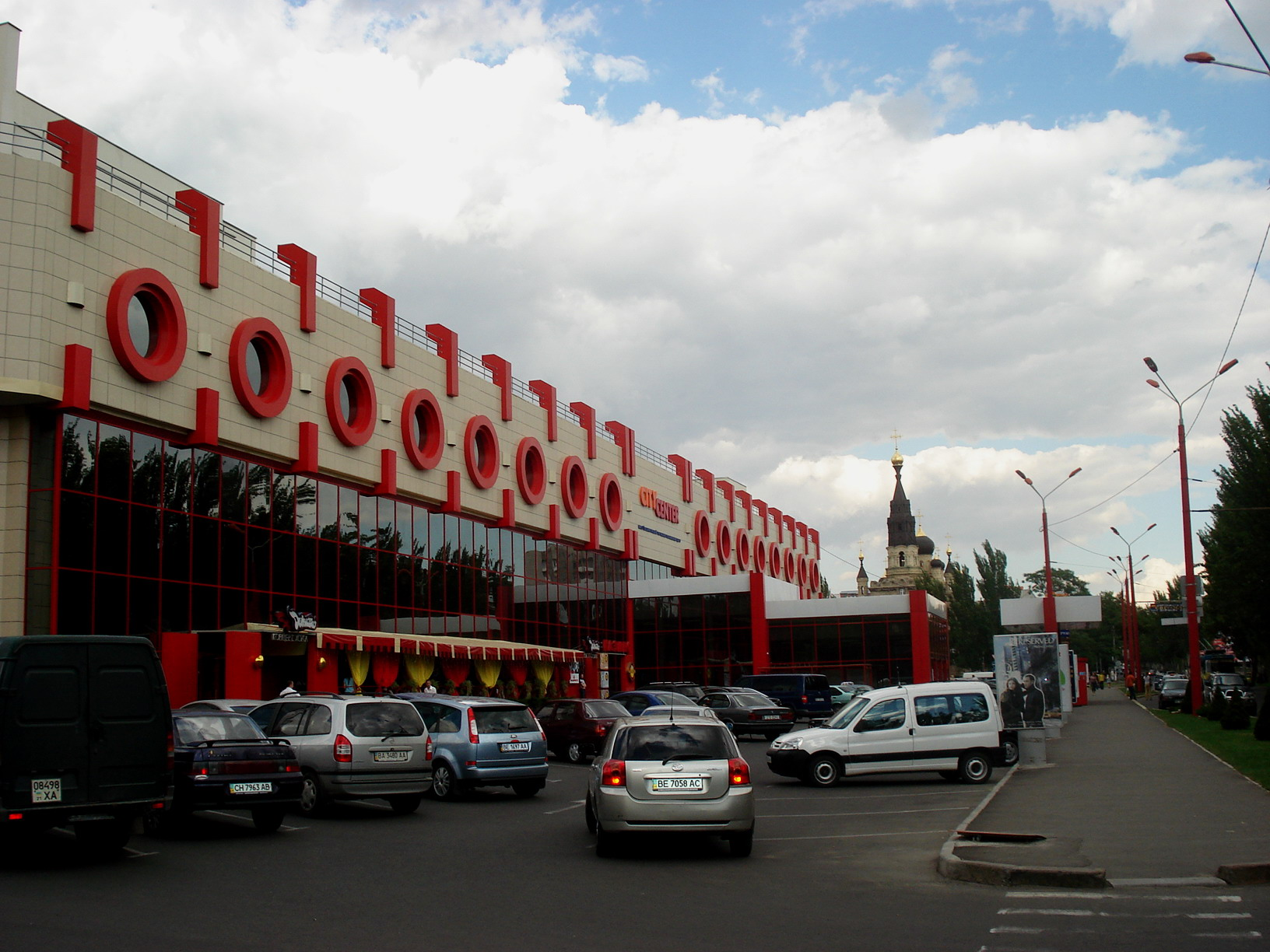
Сіті-Центр

На самому початку проспекту Леніна знаходиться навчальний корпус Національного університету кораблебудування імені адмірала Макарова — одного з найбільших технічних вузів України).
Навпроти корпусу університету кораблебудування по Центральному проспекту — Центральний міський стадіон на 16,7 тисяч місць, споруджений в 1965 році. Неподалік — Центральний колгоспний ринок, відкритий в 1960 році, а навпроти — приміський автовокзал.
У кварталі між вулицями Малою Морською та Інженерною по Центральному проспекту розташований завод «Дормашина» — підприємство будівельного і дорожнього машинобудування.

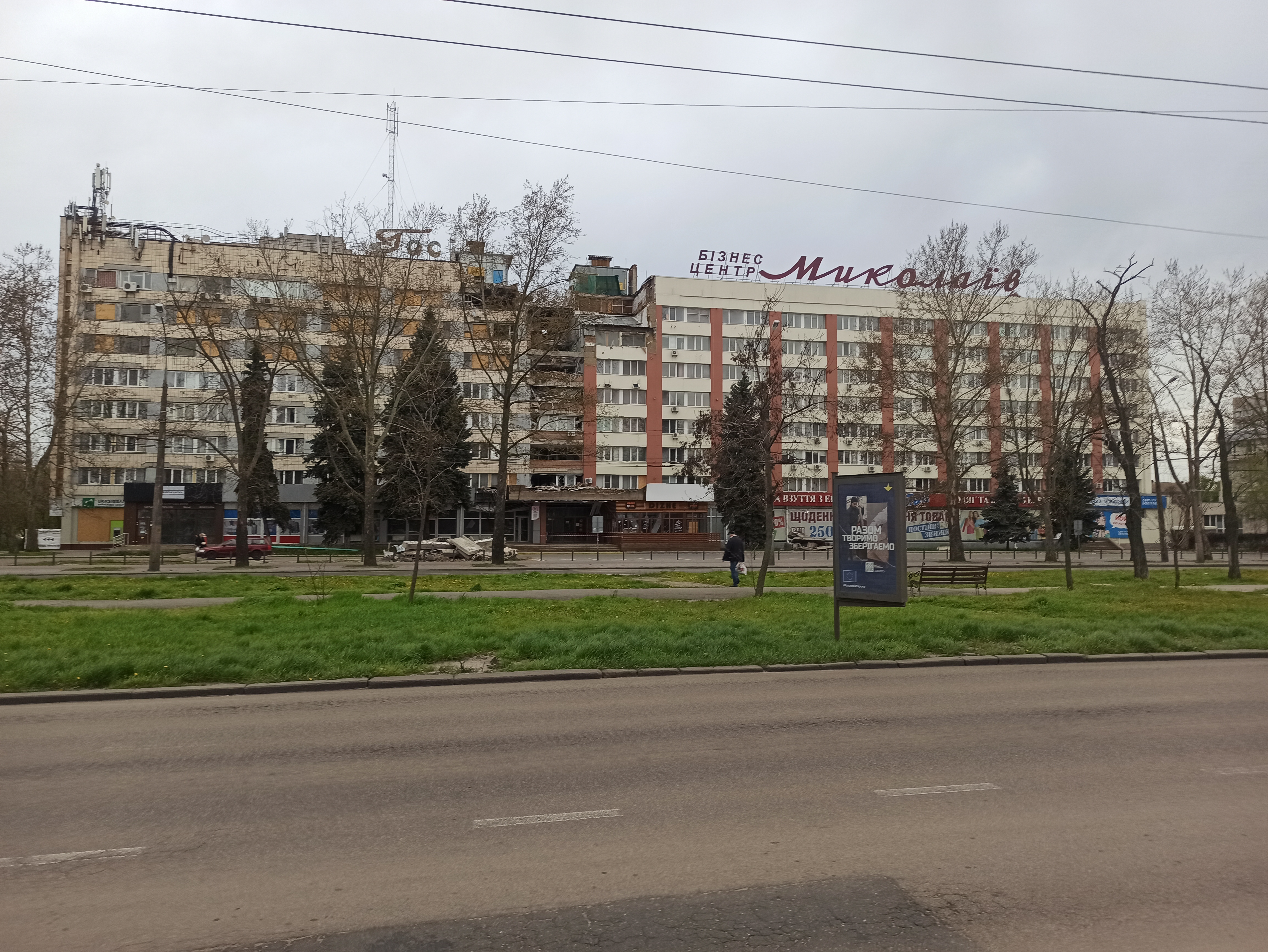
готель «Миколаїв» у квітні 2023

На Центральному проспекті знаходяться два готелі: на розі з вулицею Соборною розташований готель «Україна» — п'ятиповерховий будинок, збудований в стилі класичних форм і пропорцій; на розі з Садовою — готель «Миколаїв». Уранці 14 липня 2022 російські війська завдали ракетного удару по готелю, внаслідок чого центральна частина будівлі була зруйнована.
На проспекті розташовані Будинок художника, в залі якого постійно виставляють свої роботи миколаївські художники.
На перетині Центрального проспекту і вулиці 6-ї Слобідської розташований торговий центр «Південний Буг» — великий сучасний торговий комплекс, який працює з 1983 р. Навпроти готелю Миколаїв знаходиться «Сіті-Центр» — перший торгово-розважальний центр міста Миколаєва.

## Мешканці
В будинку № 96 мешкали:
- кв. № 1. — Дацко Яків Денисович — живописець[3];
- кв. № 3. — Бебешко Марія Іванівна — художник декоративного мистецтва[4];
- кв. № 4. — Коптєв Анатолій Андрійович — скульптор[5];
- кв. № 5. — Ольшанський Володимир Архипович — графік[6];
- кв. № 7. — Бондарчук Валентина Остапівна — художник декоративного мистецтва[4];
- кв. № 16. — Юкляєвських Іван Іванович — майстер декоративного мистецтва[7];
- кв. № 19. — Антонюк Андрій Данилович — живописець[8];
- кв. № 21. — Лапін Віктор Іванович — живописець, графік[9];
- кв. № 33. — Нечитайло Ігор Дорофійович — графік[4];
- кв. № 25. — Сопєлкін Олександр Леонідович — художник монументально-декоративного

мистецтва;
- кв. № 28. — Сенкевич Серафима Федорівна — живописець[4];

## Транспорт
Проспект забезпечений трьома транспортними кільцями — на перехрестях вулиць Пушкінською і Садовою із Богоявленським проспектом, чим забезпечується безаварійний транспортний рух.